# Amedeo Modigliani
Amedeo Clemente Modigliani (12. července 1884, Livorno – 24. ledna 1920, Paříž) byl italský malíř a sochař židovského původu. Už za svého života se v Paříži stal legendou pro svůj talent, povahu, vzhled a bohémský způsob života. Hlavními náměty jeho obrazů a soch byly ženské akty a portréty se stylizovanými obličejovými rysy.

## Život

### Itálie (1884–1905)

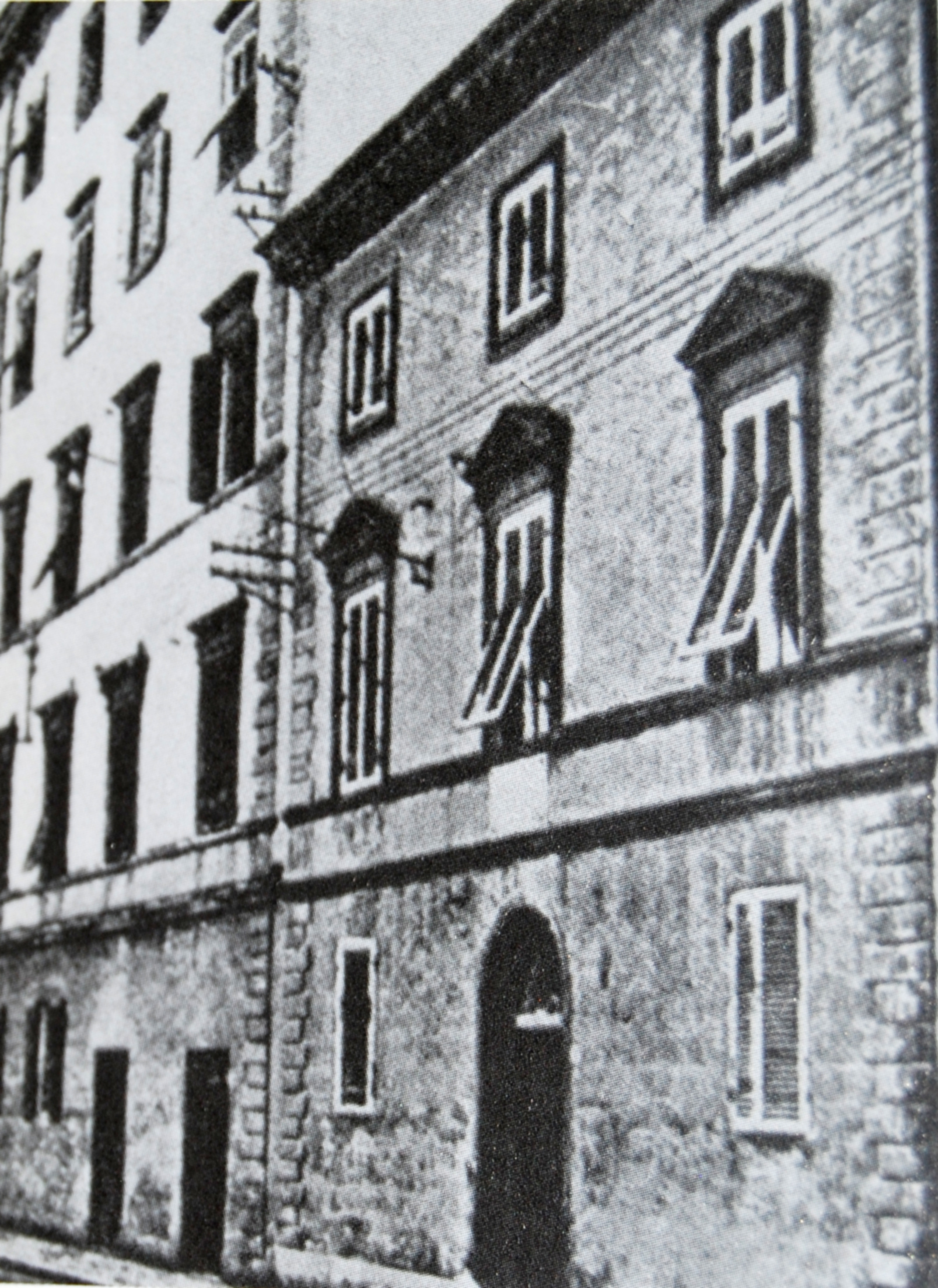
rodný dům v Livornu

Narodil se v toskánském Livornu jako nejmladší ze čtyř dětí. Oba rodiče pocházeli ze zámožných židovských rodin. Otec byl obchodníkem, ale zkrachoval a rodinu opustil. Matka žila s dětmi a se svým ovdovělým otcem, známým intelektuálem., který svého vnuka přivedl k filozofické literatuře. Aby doplnila rodinný příjem dávala hodiny francouzštiny a později si otevřela soukromou školu. Svého nejmladšího syna, který jako dítě trpěl sérií nemocí, až do deseti let vyučovala doma. Amedeo se naučil výborně francouzsky. Nemoci ho často přivedly až na práh smrti: v jedenácti závažný zánět pohrudnice, později tyfová horečka, v šestnácti opět vážný zánět pohrudnice. Nakonec se u něj rozvinula tuberkulóza. Po zotavení z ní ho matka vzala na rekonvalescenční výlet po Itálii – navštívil Florencii, Řím, Neapol a Capri; ve Florencii se nadchl pro staré mistry. Matka, k níž měl velmi silný vztah, ho nasměrovala k malířství a nechala ho zapsat do malířské dílny Guglielma Micheliho, v té době nejslavnějšího malíře v Livornu. U Micheliho se učil v letech 1898-1900. Osvojil si v jeho dílně malířský styl 19. století a styl Henriho de Toulouse-Lautreca. Začal také malovat své první akty, které ho později proslavily. Už v této době maloval nejraději po kavárnách a restauracích, což neposilovalo jeho životosprávu a neblaze ovlivňovalo jeho křehký zdravotní stav. Svá studia u Micheliho také Modigliani musel přerušit poté, co znovu onemocněl tuberkulózou.
Od roku 1902 studoval malířství na akademii ve Florencii (Accademia di Belle Arti), znovu však musel studia opustit ze zdravotních důvodů. V roce 1903 přesídlil do Benátek, kde se zapsal na další školu: Instituto di Belle Arti. Modigliani začal kouřit hašiš a navštěvovat laciné lokály a nevěstince. V Benátkách se seznámil s mladými umělci Ardengem Sofficim a Manuelem Ortizem de Zárate, který zůstal jedním z jeho nejlepších přátel až do konce života. Ti ho přesvědčili, že nové moderní umění lze najít pouze v Paříži.

### Paříž (1906–1920)

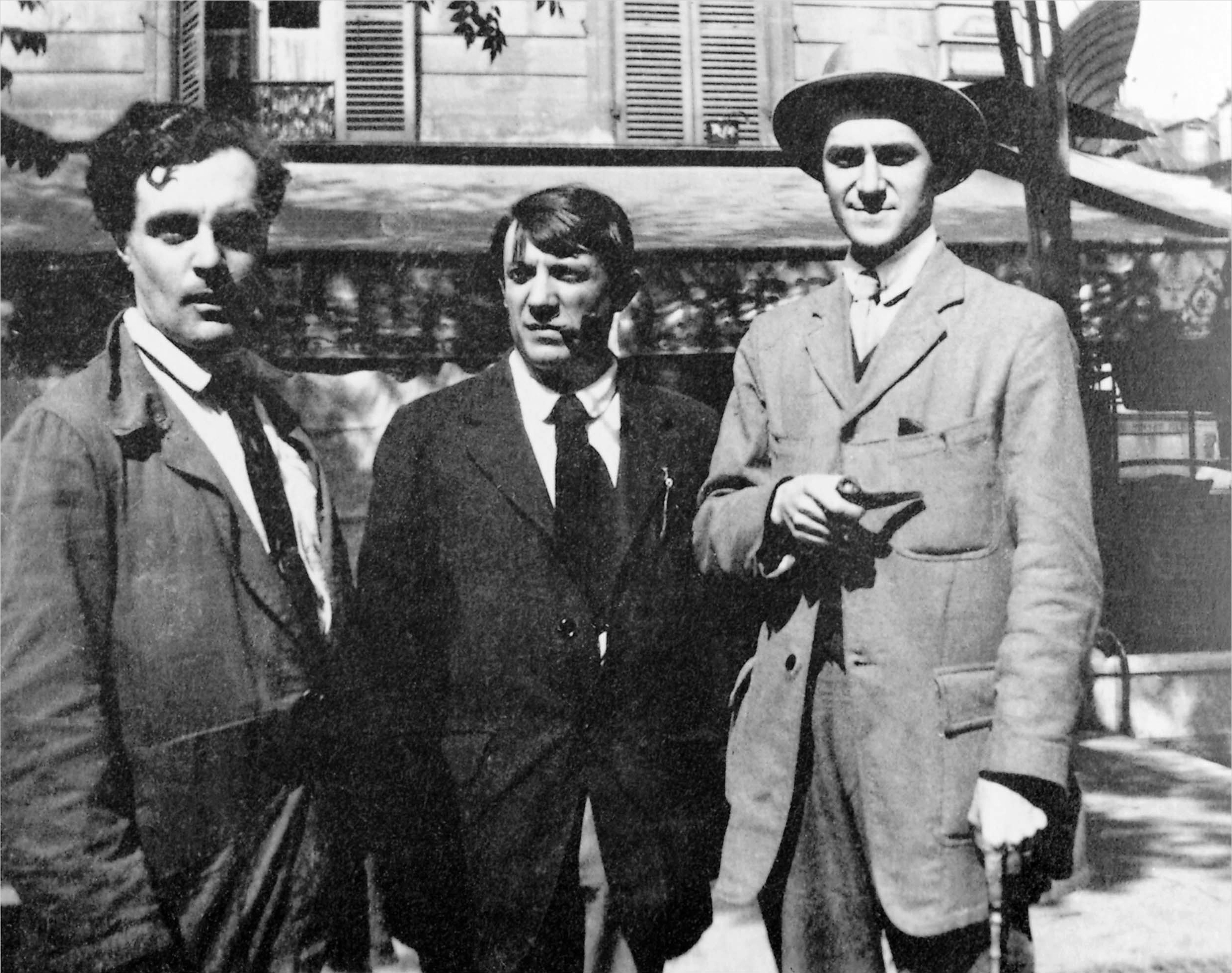
Modigliani, Picasso a Salmon

V roce 1906 se přestěhoval do Paříže, kde si naplno osvojil svůj specifický styl malby ovlivněný umělci v okruhu svých přátel i primitivním uměním. V Paříži také vytvořil svá nejvýznamnější díla a strávil tam zbytek svého krátkého života. Bydlel na Montmartru, kde si na Rue Caulaincourt pronajal ateliér v Bateau-Lavoir, kde se scházeli Picasso, Jacob, Salmon a řada dalších osobností. Umělecky však stál stranou této skupiny a jeho tvorba zůstala nezávislá, hledal vlastní cestu. Upoutal pozornost svým atraktivním zjevem a vystupováním. Chodil oblečen do obnošeného manšestrového obleku s kravatou nebo červeným šátkem u krku a vysokých šněrovacích bot. Měl rozsáhlé literární a filozofické znalosti, získané v kultivovaném prostředí své rodiny, četl Nietzscheho, zpaměti rád recitoval úryvky z Dantovy Božské komedie.

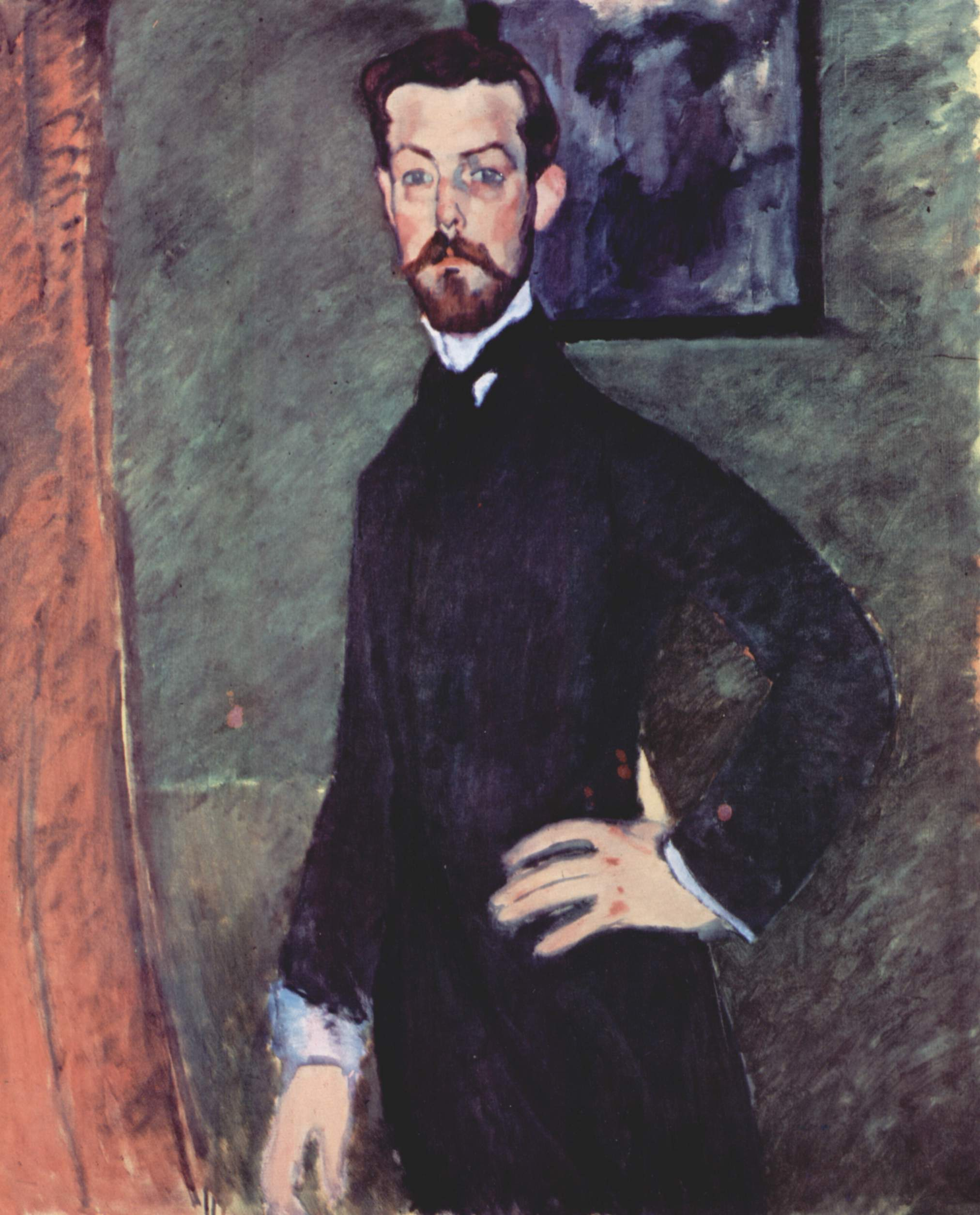
Portrét Paula Alexandra na zeleném pozadí (1909)

Zpočátku žil z peněz, které mu posílala matka a z dědictví po strýci. O jeho umění nebyl zájem. V roce 1907 se připojil ke komunitě umělců založené doktorem Paulem Alexandrem, který ho představil sochaři Constantinu Brancusimu. V dubnu 1909 se přestěhoval do blízkosti jeho ateliéru v Cité Falguière na Montparnasse. Modigliani se chtěl stát hlavně sochařem, přestože pro jeho slabé plíce byla práce s kamenem škodlivá. Paul Alexandr byl jeho první velký obdivovatel, který mu pomáhal, poskytoval mu modely, zprostředkoval objednávky a zůstal podle svých možností hlavním kupcem jeho obrazů až do války, kdy byl mobilizován. Modigliani byl ze zdravotních důvodů zproštěn vojenské služby a oba přátelé se už nikdy nesetkali. V roce 1915 byl představen obchodníkovi Paulu Guillaumovi, který od něho koupil několik obrazů.
Modigliani vystavoval v roce 1907 v avantgardním Podzimním salonu a v následujícím roce vystavil šest obrazů v Salonu nezávislých. Jeho obrazům se však dostalo jen malé pozornosti.
Velmi rychle se začala měnit jeho osobnost, stal se známým bohémem. Byl v té době již silně závislý na absintu a hašiši. Prakticky neustále byl opilý nebo pod vlivem drog. Často se na veřejnosti svlékal do naha a nezřídka urážel a obtěžoval ostatní. Jeho společníky v pití byli malíři Maurice Utrillo a Chaim Soutine. Zničil téměř všechny svoje staré obrazy s tím, že to byly „dětinské čmáranice z doby, kdy byl zatracený měšťák“. Své kresby většinou rozdal prostitutkám nebo je prodával za několik málo franků, nebo je rovnou vyměňoval za talíř jídla a skleničku alkoholu. V širším okolí byl známý pod přezdívkou Modì, což byla zkratka jeho příjmení, ale také slovní hříčka (francouzské slovo „maudit“ znamená „prokletý“). Pro svou rodinu a přátele byl Dedo. Odmítal přijímat peníze od matky a žil ze dne na den. Navzdory nevázanému sebedestruktivnímu způsobu života a chronicky podlomenému zdraví, vždy poctivě a horlivě studoval a pracoval. Pravidelně navštěvoval muzea, výstavy a ateliéry uměleckých kolegů a mnoho četl. Modigliani před svým okolím o své tuberkulóze nemluvil a když ho v roce 1909 stihla recidiva nemoci, odjel se léčit k matce do Livorna, kde strávil několik měsíců.

V roce 1910 vystavil na Salonu nezávislých šest pláten, mezi nimiž upoutaly pozornost Violoncellista a Žebrák z Livorna. Na desátém Podzimním salónu v roce 1912 vystavil osm sochařských děl z kamene pod společným názvem Hlavy, které byly inspirovány primitivním africkým uměním. Kvůli zhoršenému zdraví musel sochařství zanechat a soustředil se na malbu, kde usiloval o vlastní, na ostatních nezávislý výraz. 

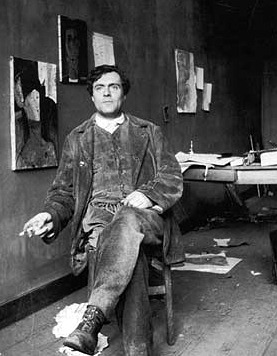
Modigliani v ateliéru na ulici de la Grande–Chaumière (asi rok 1918)

Modigliani byl hezký muž a přitahoval velkou ženskou pozornost. Prožíval velmi divoké vztahy se ženami. V roce 1910 se setkal s jednadvacetiletou ruskou básnířkou Annou Achmatovovou, která se shodou okolností ubytovala v domě, kde Modigliani bydlel. Rozvinul se mezi nimi něžný vztah, ačkoli Achmatovová byla vdaná. Po roce se ovšem vrátila k manželovi a odjela do Ruska. Poté navázal milenecký poměr s jihoafrickou spisovatelkou Beatrice Hastingsovou. Žili spolu od roku 1913 do roku 1916. Byla jeho modelkou. Modigliani ji v opilosti bil a týral, několikrát ji dokonce vyhodil z okna. V roce 1914 se seznámil s britskou malířkou Ninou Hamnettovou. Ta se k Modiglianově životnímu stylu hodila mnohem lépe. Byla promiskuitní, bisexuální a závislá na alkoholu. Podle legend byla milenkou zřejmě všech osobností Montparnassu. Měla přezdívku Královna bohémů.
V roce 1916 se Modigliani spřátelil s polským básníkem a galeristou Léopoldem Zborowským, jeho ženou Annou a rodinnou přítelkyní Lunjou Czechowskou. Zborowski se stal Modiglianiho hlavním obchodníkem s uměním a přítelem během posledních let života, pomáhal mu finančně. Na jeho podnět Modigliani namaloval v letech 1916 až 1919 několik desítek aktů, které patří k jeho nejznámějším pracím. Zborowski také organizoval jeho první samostatnou výstavu v pařížské galerii Berthe Weillové v prosinci roku 1917. Vystavené akty vyvolaly při vernisáži skandál a kvůli veřejnému pohoršení byly zabaveny policií.

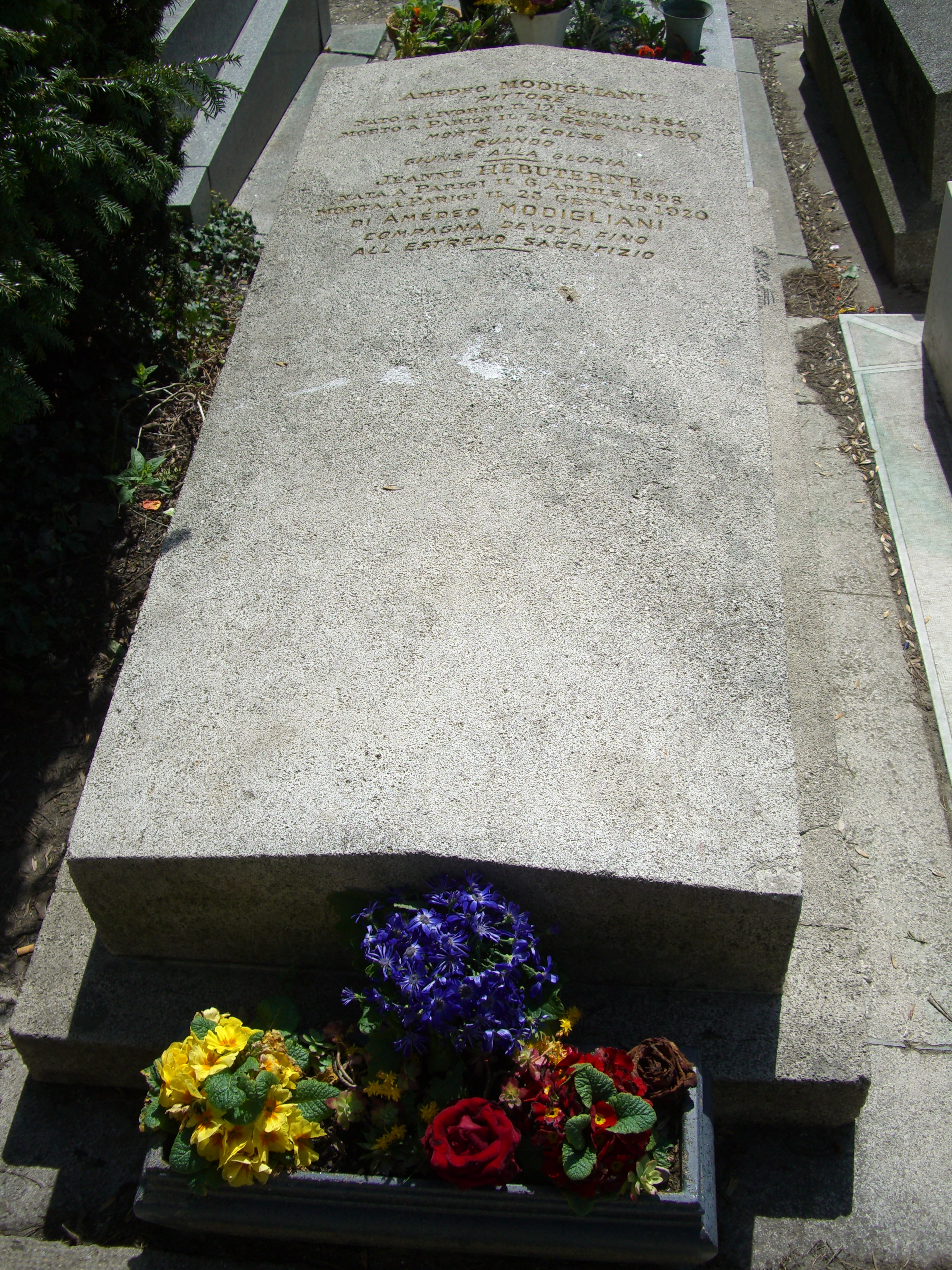
Hrob Modigilaniho a Hébuternové

V červenci 1917 se Modigliani seznámil s devatenáctiletou studentkou umění Jeanne Hébuternovou. Rodina ji kvůli tomu prakticky vydědila, vadilo jim především, že Modigliani je Žid. I jejich vztah byl plný excesů a hádek, Hébuternová však Modiglianiho hluboce milovala. Modiglianiho špatný zdravotní stav přiměl Zborowského, že ho v březnu 1918 poslal i s těhotnou Jeanne Hébuternovou na Azurové pobřeží. Zpočátku žili v Cagnes-sur-Mer, později se přestěhovali do Nice. 29. listopadu 1918 se tam narodila dcera Jeanne (1918–1984), kterou Modigliani uznal za vlastní. Během pobytu tam namaloval mimo jiné i své čtyři jediné známé krajiny. Zborowski zprostředkoval představení Modiglianiho obrazů na několika výstavách v Anglii.
V květnu 1919 se vrátili do Paříže. Modigliani si pronajal ateliér na rue de la Grande Chaumière, kde v minulosti žil Gauguin. Jeanne podruhé otěhotněla a v červenci Modigliani sepsal před svědky závazné prohlášení, že se s ní ožení, jakmile obdrží své osobní doklady. Modiglianiho ale znovu zradilo zdraví. Na Nový rok 1920 absolvoval divokou pitku. Když se poté dlouho neobjevil na veřejnosti, vstoupil do jeho bytu soused a malíř Ortiz de Zarate. Našel Modiglianiho v horečkách, jak objímá těhotnou Jeanne. Okamžitě zavolal lékaře, ale bylo již pozdě. Modigliani zemřel 24. ledna 1920, v 35 letech. Lékaři za příčinu smrti označili tuberkulózní meningitidu podpořenou chudobou, přepracováním, drogovým návykem a alkoholismem. Jeanne o několik dnů později i přesto, že byla těhotná, spáchala sebevraždu skokem z pátého patra domu svých rodičů. Na přání rodiny byla pohřbena na místním hřbitově Cimetière de Bagneux. Až roku 1930 byly její ostatky přemístěny na hřbitov Père Lachaise, po bok milovaného Modiglianiho. Dceru Jeanne adoptovala Modiglianiho sestra ve Florencii.
O vztahu Modiglianiho a Jeanne pojednává slavný snímek Milenci z Montparnassu (Montparnasse 19) z roku 1958, kde malíře ztvárnil Gérard Philipe, Jeanne Anouk Aimée, Béatrice Lilli Palmerová. Roku 2004 vznikl též životopisný snímek Modigliani, který se více soustřeďuje na rivalitu s Picassem. Modiglianiho zde hraje Andy Garcia.

## Dílo
Dílo Amedea Modiglianiho se skládá z obrazů, kreseb a soch. Je zdokumentováno asi 350 obrazů, z nichž pouze 14 je datováno, a 25 soch. Téměř všechna jeho díla pocházejí z období, kdy žil ve Francii (1906–1920). S výjimkou několika krajinomaleb se Modiglianiho umění zaměřuje na zobrazení člověka. To je vyjádřeno v portrétech, aktech a sochách lidských hlav nebo postav a ukazuje neporušený obraz člověka. Modigliani nemůže být přiřazen k žádnému modernímu uměleckému hnutí. Jeho díla kombinují expresionistické, kubistické a symbolistické prvky, ale také odkaz na starověk, renesanci a manýrismus, které znal ze svých studentských let v Itálii. Dospěl tak k vlastnímu velmi individuálnímu stylu. Modigliani stojí jako malíř stranou všech avantgardních směrů své doby – nepodléhá fauvismu ani kubismu, vytváří svůj vlastní osobitý projev, založený na kresbě, umocněné sugestivní barevností.
Styl Amedea Modiglianiho se vyznačuje lineárními a protáhlými formami. Typickými prvky jsou protáhlé tváře na dlouhém krku, dlouhý nos, drobná ústa a slepé oči. Zobrazení je značně redukováno, v portrétech a souborech je tak zaměřeno na osobu, že prostor ustupuje do pozadí a vedle ústřední postavy nelze nalézt téměř žádné atributy. Pouze v Modiglianiho pozdních dílech se objevují odkazy na sociální prostředí zobrazované osoby (Autoportrét) nebo prvky zátiší s drobnými objekty. Portrét pro něj byl příležitostí izolovat postavu jako jakýsi sochařský reliéf prostřednictvím pevné a expresivní konturové kresby. Maloval své přátele, obvykle osobnosti pařížského uměleckého a literárního světa (jako byli umělci Juan Gris a Jacques Lipchitz, spisovatel a umělec Jean Cocteau a básník Max Jacob), ale také zobrazoval neznámé lidi, včetně modelů, služebnictva a dívek ze sousedství.
Na podzim roku 1909 Modigliani přestal na čas malovat a po intenzivní kreslířské průpravě se věnoval sochařství. Práce rumunského sochaře Constantina Brancusiho měla významný vliv na Modiglianiho tvůrčí vývoj. Na jeho podnět začal pracovat přímo s kamenem, aniž by předtím vytvářel model z hlíny nebo ze sádry. Až na dvě jsou všechny sochy provedeny v pískovci. Téměř všechny plastiky mají podobu hlavy. Inspirací mu bylo nejen černošské umění ze západní Afriky, ale také umění starého Řecka, Egypta a khmerské umění v Kambodži. Jeho poznání dodalo postavám a především jejich tvářím sílu, poezii a tajemnost.
K malbě se vrátil v roce 1913, kdy vytvořil cyklus Karyatidy, sérii pastelů a akvarelů. Po roce 1914 pak pracoval převážně technikou olejomalby. Jeho portréty z let 1913–1916 dosahují vysokých kvalit, malíř postihuje osobitý charakter jednotlivých postav. V posledních dvou letech psychologie tváří ustupuje do pozadí a objevuje se určitý stereotyp a manýrismus.
V roce 1916 začal malovat sérii asi 30 velkých ženských aktů, které svými teplými, zářícími barvami a smyslnými, zaoblenými tvary patří k jeho nejlepším dílům.

## Galerie

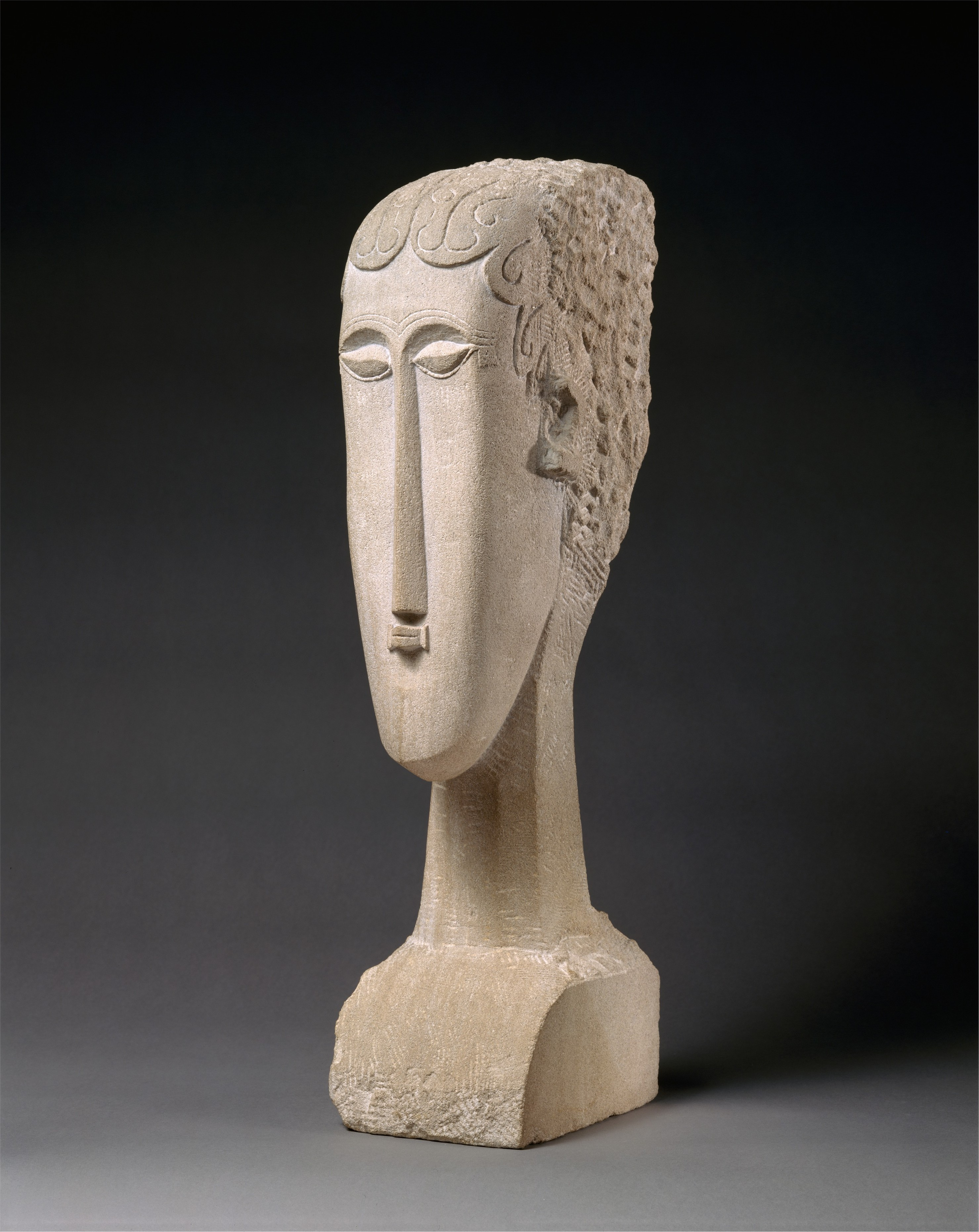
Ženská hlava (asi 1911)
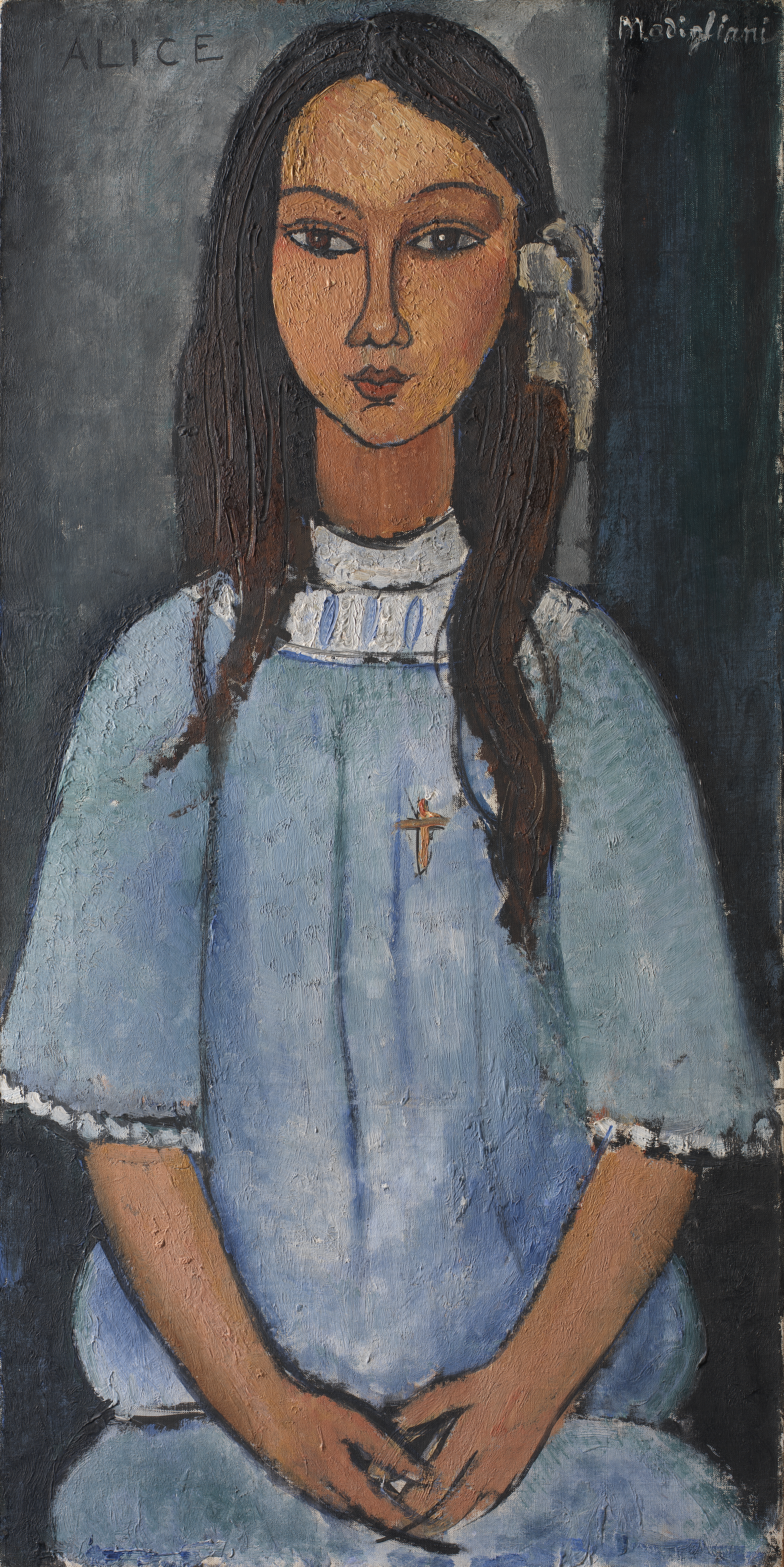
Alice (1915)
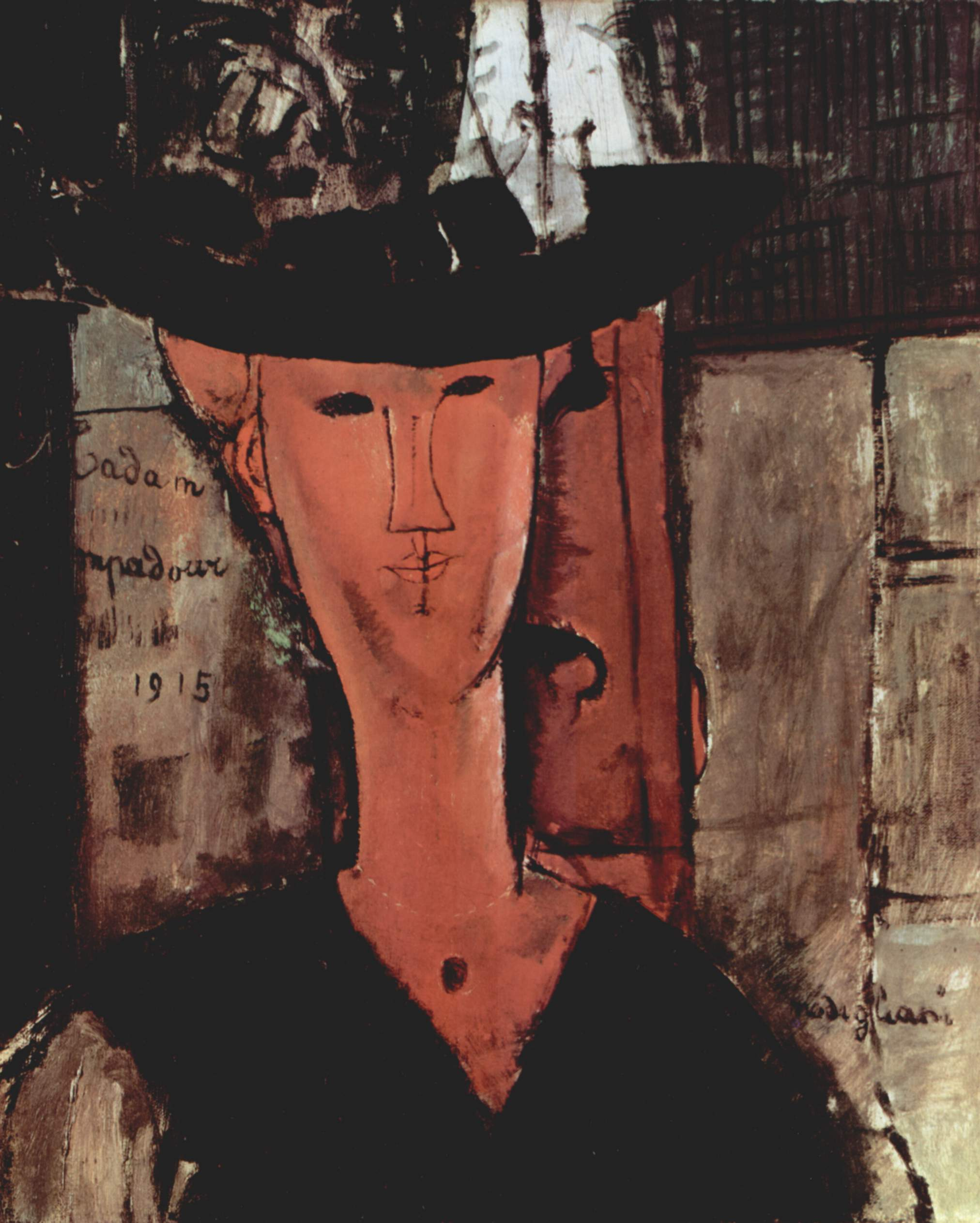
Dáma s kloboukem–Madam Pompadour (1915)
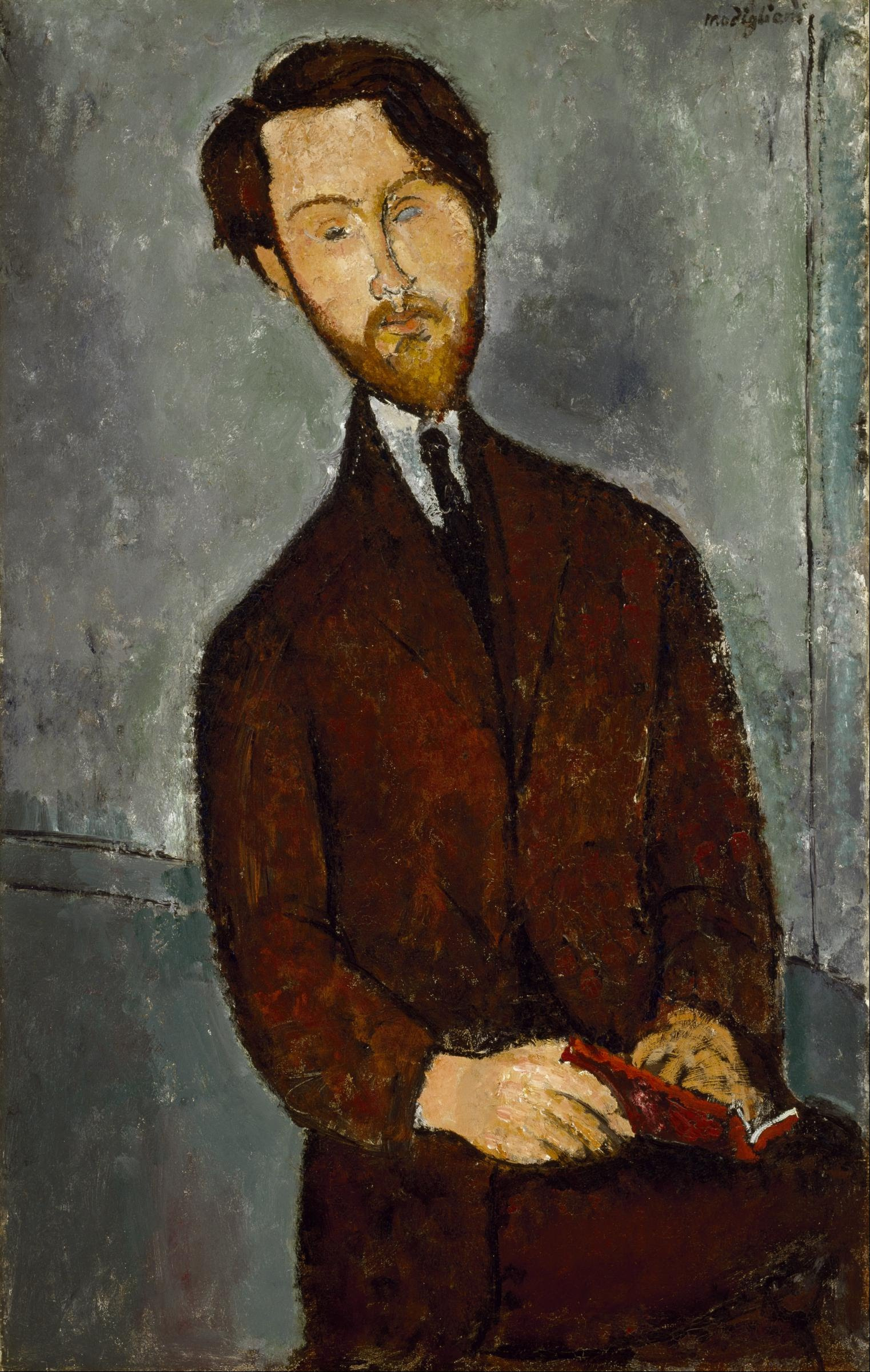
Portrét Leopolda Zborowského (1916)
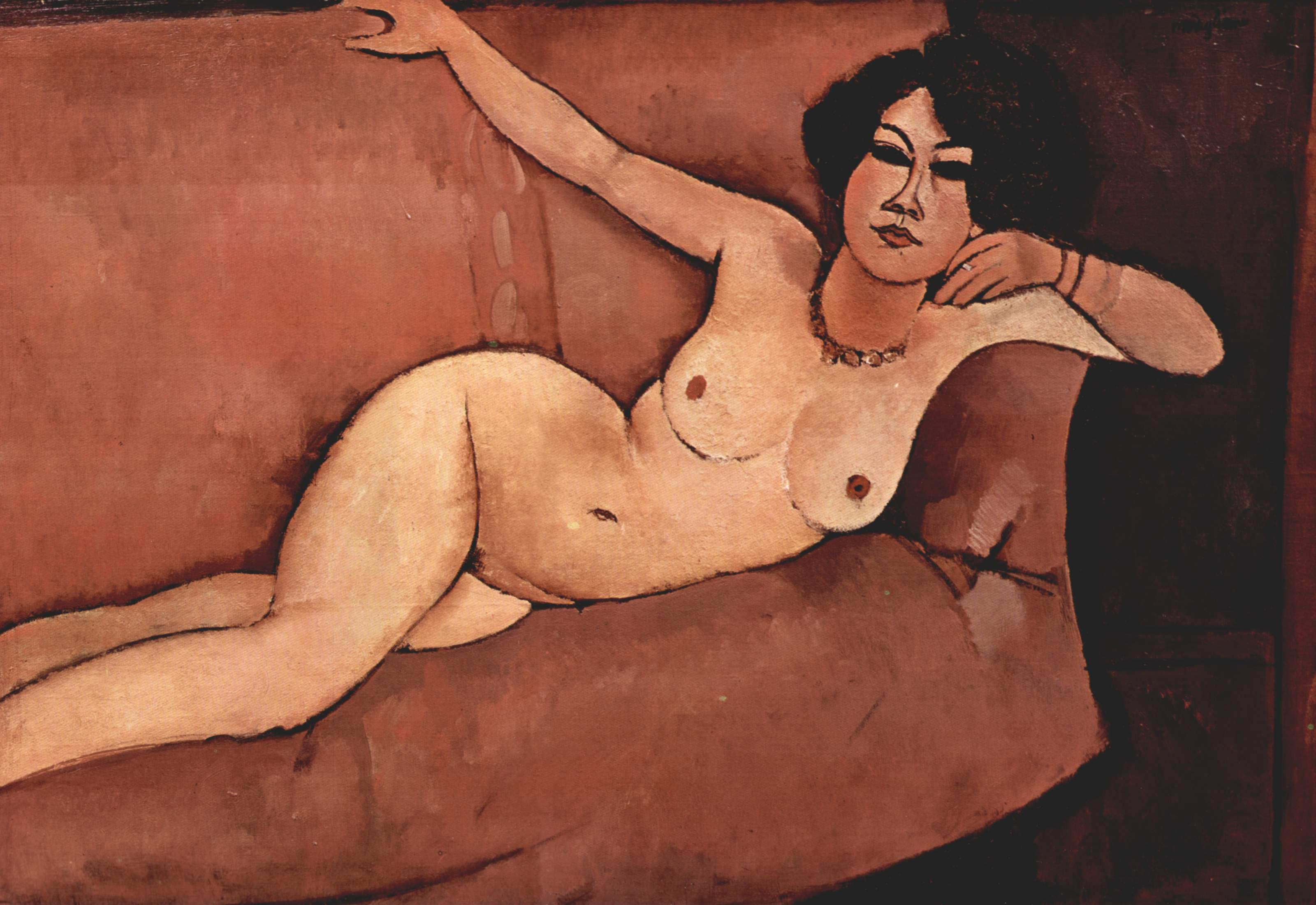
Akt ležící na divanu–Almaiisa (1916)
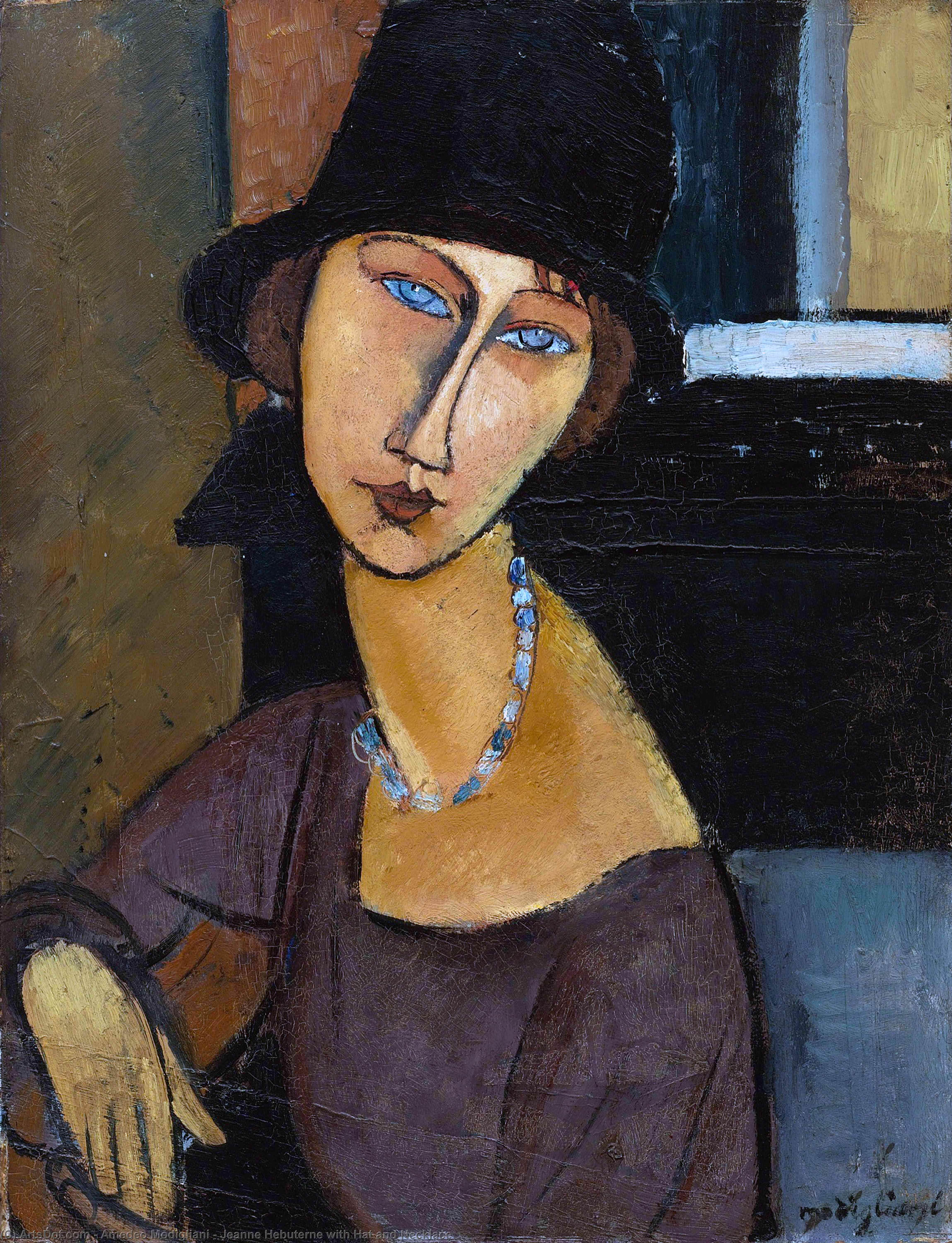
Portrét Jeanne Hébuternové (1917)
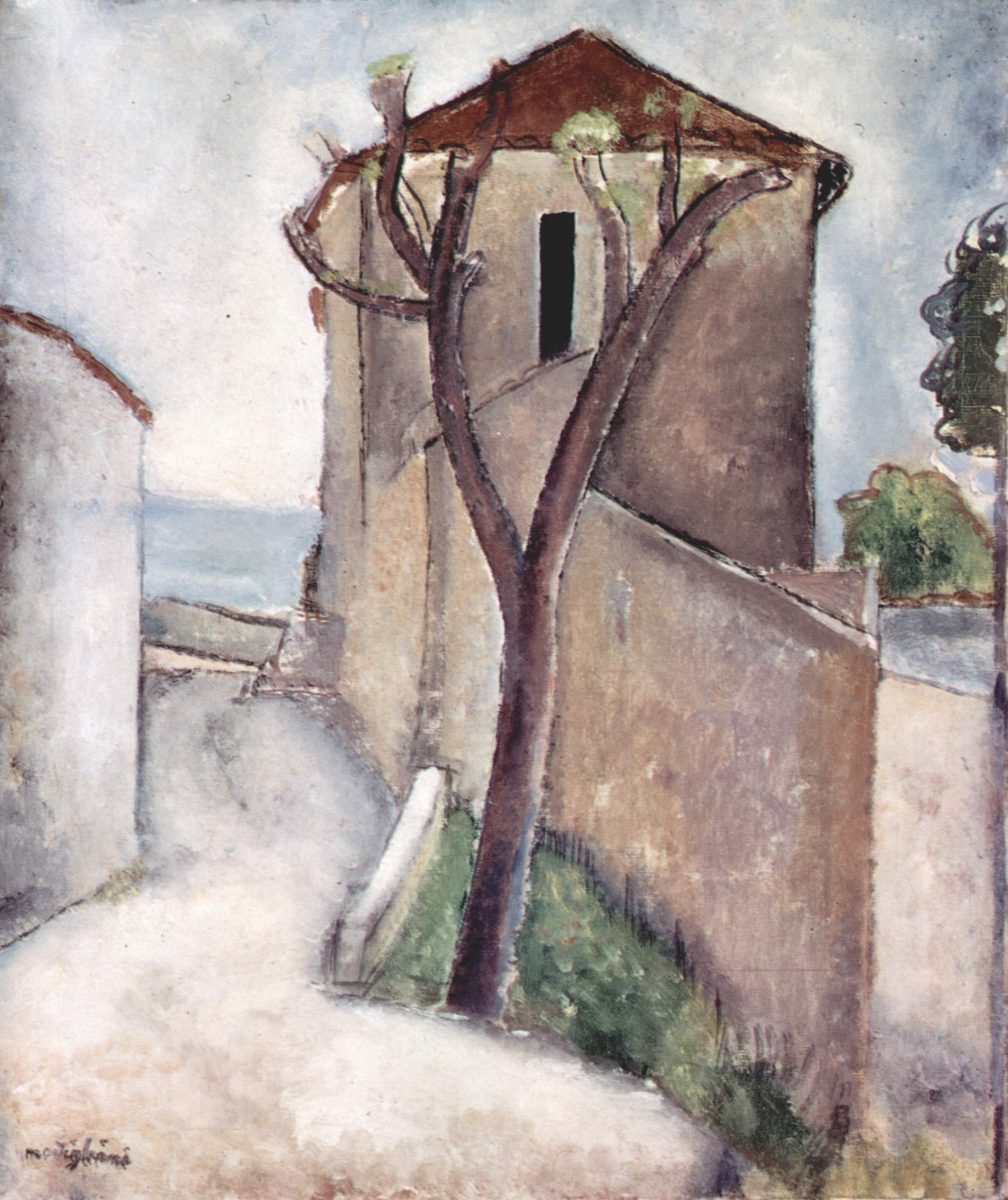
Strom a dům (1919)
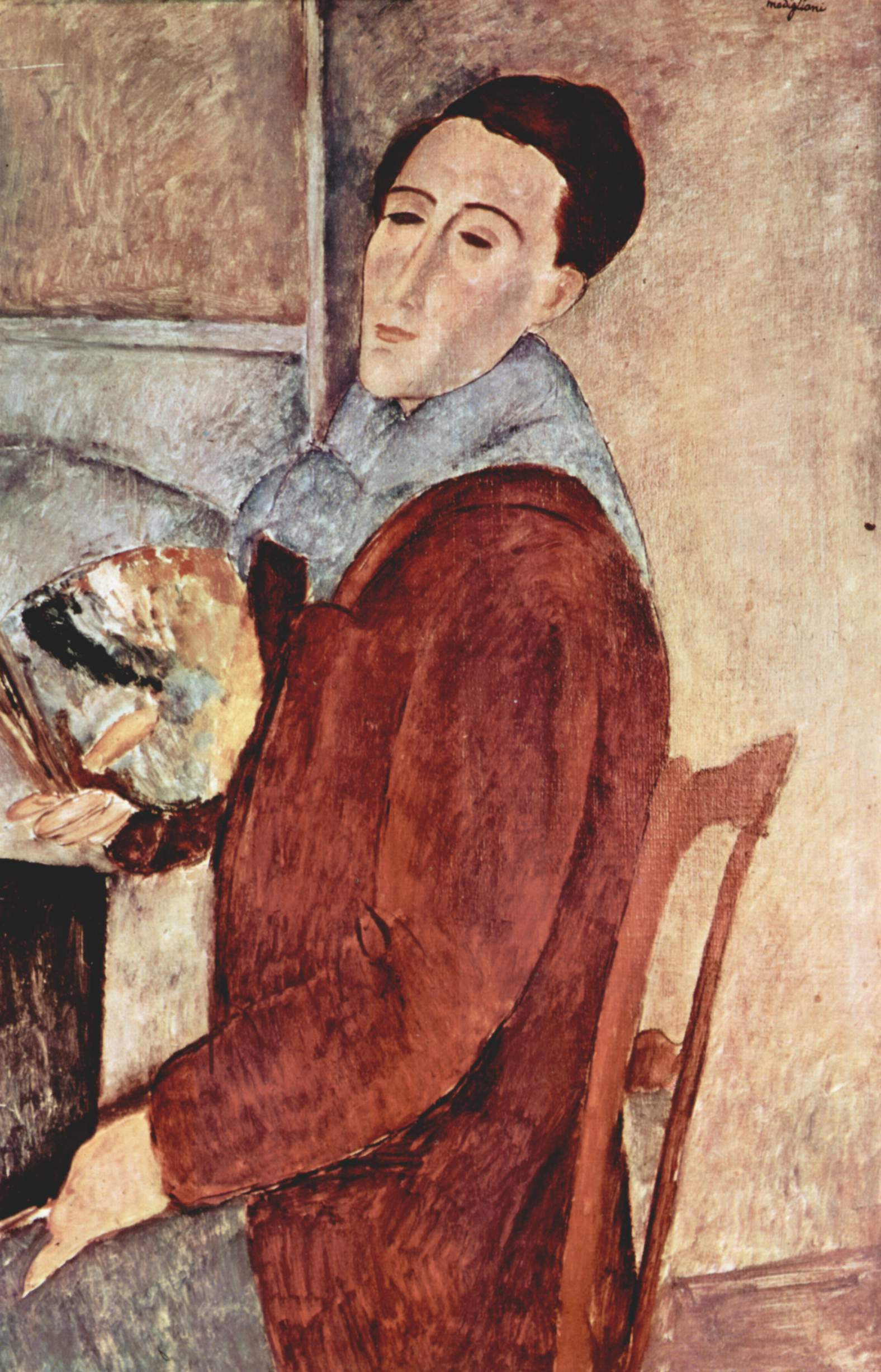
Autoportrét (1919)

## Samostatné výstavy – výběr

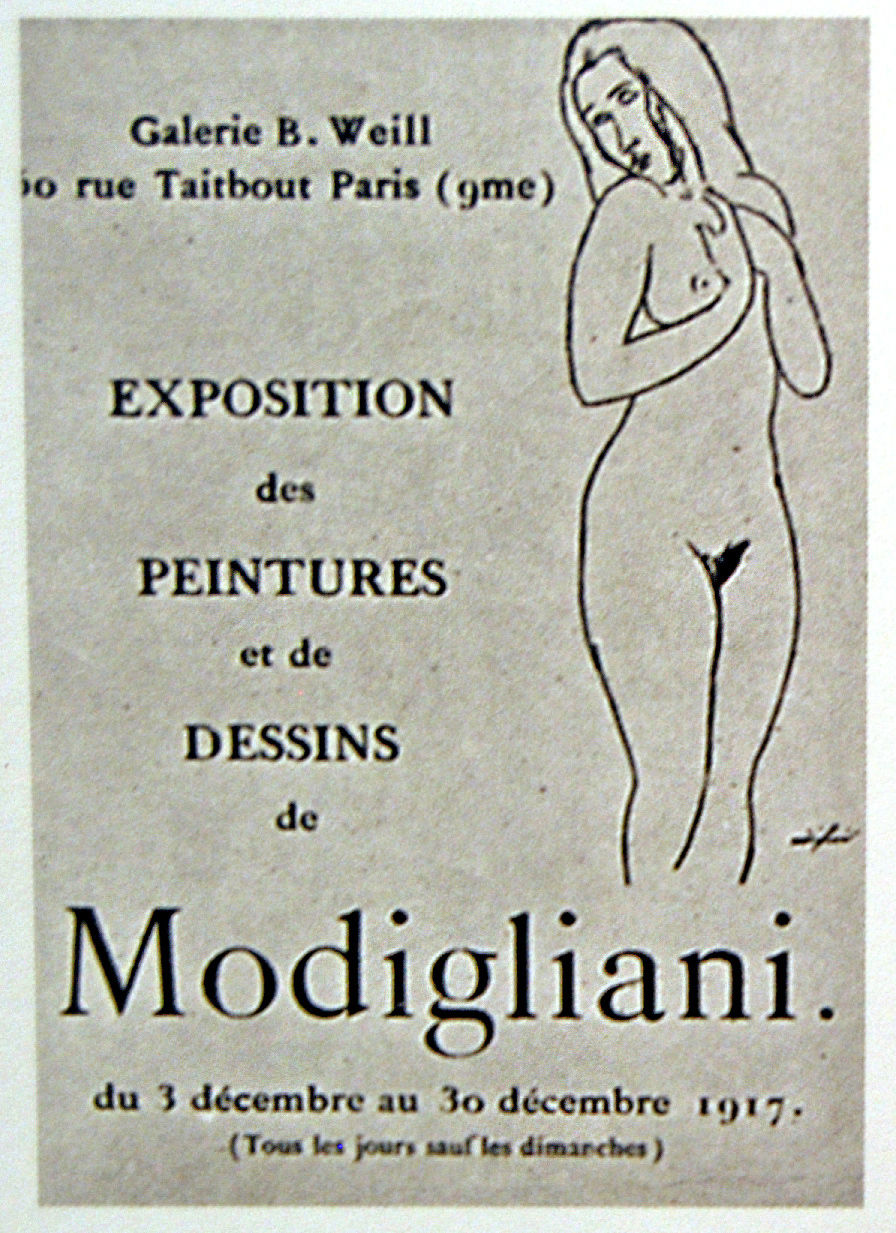
Leták na výstavu Modiglianiho aktů v Paříži

- 2021 Modigliani : The Primitivist Revolution, Albertina, Vídeň, 17. září 2021 – 9. ledna 2022.[7]
- 2017 Modigliani unmasked, Židovské muzeum New York, 15. září 2017 – 4. února 2018[8]
- 2017 Modigliani, Tate Modern, Londýn, 27. listopadu 2017 – 2. dubna. 2018[9]
- 2010 Amedeo Modigliani, Obecní dům, Praha, 8. prosince 2010 – 28. února. 2011[10]
- 2008 Modigliani: Retrospektiva, Muzeum moderního umění, Nagoja
- 1930 Benátské bienále (38 obrazů, 40 kreseb, 2 sochy), Benátky
- 1917 Výstava obrazů a kreseb Modiglianiho – Galerie Berthe Weillové, Paříž, 3.–30. prosince 1917. První a jediná samostatná výstava za Modiglianiho života, byla předčasně ukončena kvůli skandálu, který vyvolaly vystavené akty.[3]